# Code de procédure pénale (Monaco)
Pour les articles homonymes, voir Code de procédure pénale.
Le Code de procédure pénale est un code juridique regroupant l'ensemble des règles de procédure pénale actuellement en vigueur dans la principauté de Monaco. Le dernier est introduit en 1963.

## Structure actuelle
| Hiérarchie | Subdivision        | Intitulé | Articles        |
| ---------- | ------------------ | --- | --------------- |
| 1          | Livre préliminaire | Dispositions générales | 1er - 30        |
| 1.1        | Titre I            | Des actions qui naissent des infractions | 1er - 20        |
| 1.1.1      | Section I          | Règles générales sur l'exercice de l'action publique et de l'action civile                                                                                                  | 1er - 4         |
| 1.1.2      | Section II         | De l'exercice de l'action publique à raison des crimes ou délits commis hors de la Principauté                                                                              | 5 - 10          |
| 1.1.3      | Section III        | Des causes d'extinction de l'action publique et de l'action civile | 11 - 20         |
| 1.2        | Titre II           | De la compétence | 21 - 30         |
| 2          | Livre I            | De la police judiciaire et de l'instruction | 31 - 268-15     |
| 2.1        | Titre I            | Dispositions générales | 31 - 33         |
| 2.2        | Titre II           | Du procureur général | 34 - 38-2       |
| 2.3        | Titre III          | Du juge d'instruction | 39 - 41         |
| 2.4        | Titre IV           | Des officiers de police judiciaire auxiliaires du Procureur Général et des agents de police judiciaire                                                                      | 42 - 60         |
| 2.5        | Titre IV bis       | De la garde à vue et de l'audition libre | 60-1 - 60-16    |
| 2.6        | Titre V            | Des dénonciations, des plaintes et des parties civiles | 61 - 81         |
| 2.6.1      | Section I          | Des dénonciations et des plaintes | 61 - 72         |
| 2.6.2      | Section II         | Des parties civiles | 73 - 81         |
| 2.7        | Titre V bis        | De l'enquête préliminaire | 81-1 - 81-13    |
| 2.7.1      | Section I          | Dispositions Générales | 81-1 - 81-3-3   |
| 2.7.2      | Section II         | Actes d'enquête | 81-4 - 81-13    |
| 2.8        | Titre VI           | De l'instruction | 82 - 249-2      |
| 2.8.1      | Section I          | Dispositions générales | 82 - 91-3       |
| 2.8.2      | Section II         | Des techniques spéciales d'enquête | 92 - 106-23     |
| 2.8.3      | Section III        | De l'expertise | 107 - 124       |
| 2.8.4      | Section IV         | De l'audition des témoins | 125 - 147-13    |
| 2.8.5      | Section V          | Des mandats | 148 - 165       |
| 2.8.6      | Section VI         | De l'interrogatoire, de la désignation des défenseurs, de la communication de la procédure                                                                                  | 166 - 179       |
| 2.8.7      | Section VII        | Du contrôle judiciaire et de la détention provisoire | 180 - 202-4     |
| 2.8.8      | Section VIII       | De la liberté provisoire |                 |
| 2.8.9      | Section IX         | Des commissions rogatoires | 203 - 206       |
| 2.8.10     | Section X          | Des nullités de l'instruction | 207 - 212       |
| 2.8.11     | Section XI         | Des ordonnances de règlement et de leur appel | 213 - 232       |
| 2.8.12     | Section XII        | De la chambre du conseil de la cour d'appel | 233 - 246       |
| 2.8.13     | Section XIII       | De la reprise d'information pour charges nouvelles | 247 - 249       |
| 2.8.14     | Section XIV        | Des pouvoirs propres du premier président de la cour d'appel | 249-1 - 249-2   |
| 2.9        | Titre VII          | Des crimes et délits flagrants | 250 - 268       |
| 2.9.1      | Section I          | Dispositions générales | 250 - 252       |
| 2.9.2      | Section II         | De l'instruction du crime et du délit flagrants | 253 - 268       |
| 2.10       | Titre VIII         | Dispositions particulières concernant les mineurs et les majeurs incapables                                                                                                 | 268-1 - 268-4   |
| 2.11       | Titre IX           | Dispositions communes | 268-5 - 268-15  |
| 2.11.1     | Section I          | De la mise au clair des données chiffrées nécessaires à la manifestation de la vérité                                                                                       | 268-5 - 268-9   |
| 2.11.2     | Section II         | Des enquêtes | 268-10          |
| 2.11.3     | Section III        | De la gestion des biens saisis par le service de gestion des avoirs saisis ou confisqués                                                                                    | 268-11 - 268-15 |
| 3          | Livre II           | Procédure de jugement | 269 - 454       |
| 3.1        | Titre I            | Procédure en matière criminelle | 269 - 367       |
| 3.1.1      | Section I          | De la composition du tribunal criminel | 269 - 272-1     |
| 3.1.2      | Section II         | De la procédure préalable aux débats | 273 - 289       |
| 3.1.3      | Section III        | Des débats | 290 - 337       |
| 3.1.4      | Section IV         | De l'arrêt | 338 - 367       |
| 3.2        | Titre II           | De la procédure devant le Tribunal correctionnel | 368 - 402       |
| 3.2.1      | Section I          | De la procédure ordinaire | 368 - 398       |
| 3.2.2      | Section II         | De la procédure de comparution immédiate | 399 - 402       |
| 3.3        | Titre III          | De l'appel des jugements correctionnels | 403 - 423       |
| 3.4        | Titre IV           | De la procédure en matière de simple police | 424 - 454       |
| 3.4.1      | Section I          | De la procédure devant le tribunal de simple police | 424 - 445       |
| 3.4.2      | Section II         | De l'appel des jugements de simple police | 446 - 454       |
| 4          | Livre III          | Des voies de recours extraordinaires | 455 - 523       |
| 4.1        | Titre I            | Du pourvoi en révision | 455 - 505       |
| 4.2        | Titre II           | Du pourvoi dans l'intérêt de la loi | 506 - 507       |
| 4.3        | Titre III          | Des demandes en reprise du procès | 508 - 523       |
| 5          | Livre IV           | De quelques procédures particulières | 524 - 596-27    |
| 5.1        | Titre I            | Du défaut criminel | 524 - 545       |
| 5.2        | Titre II           | Du faux en écritures | 546 - 564       |
| 5.3        | Titre III          | Des infractions d'audience et des manquements au respect dû aux autorités constituées                                                                                       | 565 - 571       |
| 5.4        | Titre IV           | Des crimes et délits commis par des magistrats ou fonctionnaires publics | 572 - 578       |
| 5.5        | Titre V            | De la prise à partie | 579 - 580       |
| 5.6        | Titre VI           | De la récusation | 581 - 584       |
| 5.7        | Titre VII          | Du règlement de juges | 585 - 588       |
| 5.8        | Titre VIII         | De la manière dont sont reçues, en matière criminelle, correctionnelle et de police, les dépositions des Princes de la Famille Souveraine, et du Ministre d'État            | 589 - 591       |
| 5.9        | Titre IX           | De la manière de procéder en cas de destruction ou d'enlèvement des pièces d'une procédure ou d'un jugement                                                                 | 592 - 596       |
| 5.10       | Titre X            | De la saisie des biens susceptibles de confiscation | 596-1 - 596-1-2 |
| 5.11       | Titre XI           | De l'entraide judiciaire internationale | 596-2 - 596-24  |
| 5.11.1     | Chapitre I         | Des dispositions générales | 596-2 - 596-18  |
| 5.11.2     | Chapitre II        | Des instruments particuliers de l'entraide judiciaire internationale | 596-19 - 596-23 |
| 5.11.3     | Chapitre III       | De la prévention et du règlement des conflits de compétence entre la Principauté et les États membres de l'Union Européenne dans la lutte contre le blanchiment de capitaux | 596-24          |
| 5.12       | Titre XII          | De quelques procédures particulières | 596-25 - 596-27 |
| 6          | Livre V            | De l'exécution des condamnations et des causes qui peuvent y mettre obstacle                                                                                                | 597 - 660       |
| 6.1        | Titre I            | De l'exécution des condamnations | 597 - 623-16    |
| 6.1.1      | Section I          | Des condamnations à des peines privatives ou restrictives de liberté | 597 - 599-2     |
| 6.1.2      | Section II         | Des condamnations pécuniaires et de la contrainte par corps | 600 - 621-1     |
| 6.1.3      | Section III        | Des condamnations privatives de droit | 622 - 623       |
| 6.1.4      | Section IV         | De l'injonction de soins | 623-1 - 623-11  |
| 6.1.5      | Section V          | De la confusion de peine | 623-12 - 623-15 |
| 6.1.6      | Section VI         | Des condamnations à des peines de confiscation | 623-16          |
| 6.2        | Titre II           | Des causes qui peuvent mettre obstacle à l'exécution des condamnations | 624 - 635       |
| 6.2.1      | Section I          | Du décès du condamné | 624             |
| 6.2.2      | Section II         | De l'amnistie et de la grâce | 625 - 628       |
| 6.2.3      | Section III        | De la prescription | 629 - 635       |
| 6.3        | Titre III          | De la réhabilitation et du casier judiciaire | 636 - 660       |
| 6.3.1      | Section I          | De la réhabilitation | 636 - 649       |
| 6.3.2      | Section II         | Du casier judiciaire | 650 - 660       |